# 28625 Selvakumar
28625 Selvakumar è un asteroide della fascia principale. Scoperto nel 2000, presenta un'orbita caratterizzata da un semiasse maggiore pari a 2,3372269 UA e da un'eccentricità di 0,0570912, inclinata di 4,01166° rispetto all'eclittica.